# Gran Premio de Suecia de Motociclismo de 1978
El Gran Premio de Suecia de Motociclismo de 1978 fue la octava prueba de la temporada 1978 del Campeonato Mundial de Motociclismo. El Gran Premio se disputó el 23 de julio de 1978 en el Circuito de Karlskoga.

## Resultados 500cc
El británico Barry Sheene se alzó con la victoria en una frenética lucha con el holandés Wil Hartog, al cual le ganó por media rueda. En la tercera posición, acabó el japonés Takazumi Katayama.
| Pos.     | Piloto                | Moto   | Tiempo     | Pts. |
| -------- | --------------------- | ------ | ---------- | ---- |
| 1        | Barry Sheene          | Suzuki | 55' 49" 13 | 15   |
| 2        | Wil Hartog            | Suzuki | +0" 05     | 12   |
| 3        | Takazumi Katayama     | Yamaha | +8" 48     | 12   |
| 4        | Steve Baker           | Suzuki | +15" 60    | 8    |
| 5        | Virginio Ferrari      | Suzuki | +23" 13    | 6    |
| 6        | Johnny Cecotto        | Yamaha | +28" 49    | 5    |
| 7        | Kenny Roberts         | Yamaha | +48" 72    | 4    |
| 8        | Teuvo Länsivuori      | Suzuki | +1' 02" 41 | 3    |
| 9        | Philippe Coulon       | Suzuki | +1' 03" 24 | 2    |
| 10       | Alex George           | Suzuki | +1 Vuelta  | 1    |
| 11       | Boet van Dulmen       | Suzuki | +1 Vuelta  |      |
| 12       | Markku Matikainen     | Suzuki | +1 Vuelta  |      |
| 13       | Jack Middelburg       | Suzuki | +1 Vuelta  |      |
| 14       | Bruno Kneubühler      | Suzuki | +1 Vuelta  |      |
| 15       | Steve Parrish         | Suzuki | +1 Vuelta  |      |
| 16       | Max Wiener            | Suzuki | +1 Vuelta  |      |
| 17       | John Woodley          | Suzuki | +2 Vueltas |      |
| 18       | Odd Arne Lände        | Suzuki | +2 Vueltas |      |
| 19       | Peter Sjöström        | Suzuki | +2 Vueltas |      |
| 20       | Franz Rau             | Suzuki | +2 Vueltas |      |
| 21       | Dick Alblas           | Suzuki | +2 Vueltas |      |
| Ret      | Carlos de San Antonio | Suzuki | Ret        |      |
| Ret      | Jean-Claude Hogrel    | Yamaha | Ret        |      |
| Ret      | Marco Lucchinelli     | Suzuki | Ret        |      |
| Ret      | Kaj Jensen            | Yamaha | Ret        |      |
| Ret      | Leslie van Breda      | Suzuki | Ret        |      |
| Ret      | Dennis Ireland        | Suzuki | Ret        |      |
| Ret      | Michel Rougerie       | Suzuki | Ret        |      |
| Ret      | Jürgen Steiner        | Suzuki | Ret        |      |
| Ret      | Bosse Granath         | Suzuki | Ret        |      |
| DNS      | Bengt Slydal          | Suzuki | DNS        |      |
| Sources: |                       |        |            |      |

## Resultados 350cc
En la carrera de 350 cc, victoria del australiano Gregg Hansford por delante de su compañero de escudería Kork Ballington. En todo caso, Ballington mantienen una cómoda ventaja en la clasificación. El japonés Takazumi Katayama completaba un fin de semana extraordinario para él con un segundo podio.
| Pos. | Piloto             | Moto     | Tiempo     | Pts. |
| ---- | ------------------ | -------- | ---------- | ---- |
| 1    | Gregg Hansford     | Kawasaki | 50' 17" 80 | 15   |
| 2    | Kork Ballington    | Kawasaki | +7" 36     | 12   |
| 3    | Takazumi Katayama  | Yamaha   | +21" 67    | 10   |
| 4    | Jon Ekerold        | Yamaha   | +43" 03    | 8    |
| 5    | Tom Herron         | Yamaha   | +51" 56    | 6    |
| 6    | Patrick Fernandez  | Yamaha   | +58" 13    | 5    |
| 7    | Pentti Korhonen    | Yamaha   | +1' 07" 24 | 4    |
| 8    | Vic Soussan        | Yamaha   | +1' 08" 95 | 3    |
| 9    | Mick Grant         | Kawasaki | +1' 15" 83 | 2    |
| 10   | Michel Rougerie    | Yamaha   | +1 Vuelta  | 1    |
| 11   | Patrick Pons       | Yamaha   | +1 Vuelta  |      |
| 12   | Olivier Chevallier | Yamaha   | +1 Vuelta  |      |
| 13   | Anton Mang         | Kawasaki | +1 Vuelta  |      |
| 14   | Eero Hyvärinen     | Yamaha   | +1 Vuelta  |      |
| 15   | Michel Frutschi    | Yamaha   | +1 Vuelta  |      |
| 16   | Seppo Rossi        | Yamaha   | +1 Vuelta  |      |
| 17   | Reino Eskelinen    | Yamaha   | +1 Vuelta  |      |
| 18   | Lennart Bäckström  | Yamaha   | +1 Vuelta  |      |
| 19   | Bengt Elgh         | Yamaha   | +2 Vueltas |      |
| 20   | Bosse Granath      | Yamaha   | +2 Vueltas |      |
| Ret  | John Dodds         | Yamaha   | Ret        |      |
| Ret  | Franco Uncini      | Yamaha   | Ret        |      |
| Ret  | Jack Middelburg    | Yamaha   | Ret        |      |
| Ret  | Roland Freymond    | Yamaha   | Ret        |      |
| Ret  | Richard Hubin      | Yamaha   | Ret        |      |
| Ret  | Hans Hansebräten   | Yamaha   | Ret        |      |
| Ret  | Clive Padgett      | Yamaha   | Ret        |      |
| Ret  | Christian Sarron   | Yamaha   | Ret        |      |
| Ret  | Chas Mortimer      | Yamaha   | Ret        |      |
| Ret  | Leif Gustafsson    | Yamaha   | Ret        |      |
| DNQ  | Børge Nielsen      | Yamaha   | DNQ        |      |

## Resultados 250cc
En la carrera de 250 cc, segunda victoria del fin de semana para Gregg Hansford y segundo podio de su compañero en Kawasaki, el sudafricano Kork Ballington.
| Pos. | Piloto              | Moto          | Tiempo     | Pts. |
| ---- | ------------------- | ------------- | ---------- | ---- |
| 1    | Gregg Hansford      | Kawasaki      | 50' 43" 95 | 15   |
| 2    | Kork Ballington     | Kawasaki      | +5" 18     | 12   |
| 3    | Patrick Fernandez   | Yamaha        | +1' 12" 59 | 10   |
| 4    | Jon Ekerold         | Yamaha        | +1' 15" 46 | 8    |
| 5    | Tom Herron          | Yamaha        | +1' 21" 63 | 6    |
| 6    | Clive Padgett       | Yamaha        | +1 Vuelta  | 5    |
| 7    | Mario Lega          | Morbidelli    | +1 Vuelta  | 4    |
| 8    | Chas Mortimer       | Maxton-Yamaha | +1 Vuelta  | 3    |
| 9    | Anton Mang          | Kawasaki      | +1 Vuelta  | 2    |
| 10   | Hervé Moineau       | Yamaha        | +1 Vuelta  | 1    |
| 11   | Eero Hyvärinen      | Yamaha        | +1 Vuelta  |      |
| 12   | Paolo Pileri        | Morbidelli    | +1 Vuelta  |      |
| 13   | Seppo Rossi         | Yamaha        | +2 Vueltas |      |
| 14   | Reino Eskelinen     | Yamaha        | +2 Vueltas |      |
| 15   | Per Jansson         | Yamaha        | +2 Vueltas |      |
| 16   | Bengt Elgh          | Yamaha        | +2 Vueltas |      |
| 17   | Lennart Bäckström   | Yamaha        | +2 Vueltas |      |
| Ret  | John Dodds          | Yamaha        | Ret        |      |
| Ret  | Franco Uncini       | Yamaha        | Ret        |      |
| Ret  | Walter Villa        | MBA           | Ret        |      |
| Ret  | Richard Hubin       | Yamaha        | Ret        |      |
| Ret  | Per-Edvard Carlsson | Yamaha        | Ret        |      |
| Ret  | Mick Grant          | Kawasaki      | Ret        |      |
| Ret  | Olivier Chevallier  | Yamaha        | Ret        |      |
| Ret  | Vic Soussan         | Yamaha        | Ret        |      |
| Ret  | Pentti Korhonen     | Yamaha        | Ret        |      |
| Ret  | Leif Gustafsson     | Yamaha        | Ret        |      |
| Ret  | Hans Müller         | Yamaha        | Ret        |      |
| Ret  | Roland Freymond     | Yamaha        | Ret        |      |
| Ret  | Seppo Ojala         | Yamaha        | Ret        |      |
| DNQ  | Pekka Nurmi         | Yamaha        | DNQ        |      |

## Resultados 125cc
En el octavo de litro, las dos Minarelli, pilotadas por Pier Paolo Bianchi y Ángel Nieto, coparon los dos primeros puestos. El español no pudo superar a su compañero ya que Bianchi es el mejor clasificado para luchar por el título ante el italiano Eugenio Lazzarini, que tuvo que abandonar en este Gran Premio.
| Pos. | Piloto                 | Moto            | Tiempo     | Pts. |
| ---- | ---------------------- | --------------- | ---------- | ---- |
| 1    | Pier Paolo Bianchi     | Minarelli       | 48' 07" 32 | 15   |
| 2    | Ángel Nieto            | Minarelli       | +0" 10     | 12   |
| 3    | Thierry Espié          | Motobécane      | +7" 44     | 10   |
| 4    | Per-Edvard Carlsson    | Morbidelli      | +51" 52    | 8    |
| 5    | August Auinger         | Morbidelli      | +56" 57    | 6    |
| 6    | Jean-Louis Guignabodet | Morbidelli      | +1' 00" 37 | 5    |
| 7    | Clive Horton           | Morbidelli      | +1' 02" 72 | 4    |
| 8    | Matti Kinnunen         | Morbidelli      | +1' 04" 82 | 3    |
| 9    | Hans Müller            | Morbidelli      | +1' 10" 38 | 2    |
| 10   | Walter Koschine        | Bender          | +1' 18" 92 | 1    |
| 11   | Patrick Plisson        | Morbidelli      | +1 Vuelta  |      |
| 12   | Stefan Dörflinger      | Morbidelli      | +1 Vuelta  |      |
| 13   | Bernd Schneider        | Bender          | +1 Vuelta  |      |
| 14   | Tore Alexandersson     | Morbidelli      | +1 Vuelta  |      |
| 15   | Kees van de Ven        | Morbidelli      | +2 Vueltas |      |
| 16   | Jan Bäckström          | Maico           | +2 Vueltas |      |
| 17   | Lennart Lundgren       | Yamaha          | +2 Vueltas |      |
| 18   | Johnny Wickström       | Morbidelli      | +2 Vueltas |      |
| 19   | Johnny Svensson        | Bastard Special | +2 Vueltas |      |
| Ret  | Maurizio Massimiani    | Morbidelli      | Ret        |      |
| Ret  | Juhani Lehtiranta      | Morbidelli      | Ret        |      |
| Ret  | François Granon        | Morbidelli      | Ret        |      |
| Ret  | Eugenio Lazzarini      | MBA             | Ret        |      |
| Ret  | Karl Fuchs             | Morbidelli      | Ret        |      |
| Ret  | Laurent Gomis          | Morbidelli      | Ret        |      |
| Ret  | Leif Krigh             | Morbidelli      | Ret        |      |
| Ret  | Roland Olsson          | Morbidelli      | Ret        |      |
| Ret  | Benga Johansson        | Morbidelli      | Ret        |      |
| Ret  | Harald Bartol          | Morbidelli      | Ret        |      |
| Ret  | Ernst Fagerer          | Morbidelli      | Ret        |      |
| DNQ  | Berndth Börjesson      | Morbidelli      | DNQ        |      |